# Clark's Point (Alaska)
Clark's Point es una ciudad situada en el área censal de Dillingham, Alaska  (Estados Unidos). Según el censo de 2010 tenía una población de 62 habitantes.

## Demografía
Según el censo de 2010, Clark's Point tenía una población en la que el 11,3% eran blancos, 0,0% afroamericanos, 88,7% amerindios, 0,0% asiáticos, 0,0% isleños del Pacífico, el 0,0% de otras razas, y el 0,0% pertenecían a dos o más razas. Del total de la población el 0,0% eran hispanos o latinos de cualquier raza.

## Localidades adyacentes
El siguiente diagrama muestra a las localidades más próximas a Clark's Point.